# Crenadactylus
Crenadactylus — рід геконоподібних ящірок родини диплодактилідів (Diplodactylidae). Представники цього роду є ендеміками Австралії.

## Опис
Представники роду Crenadactylus — це дрібні гекони, поширені в Центральній і Західній Австралії. Це найменші гекони Австралії, які вирізняються відсутністю кігтів на кінцях пальців.

## Види
Рід Crenadactylus нараховує 7 видів:
- Crenadactylus horni (Lucas & Frost, 1895)
- Crenadactylus naso Storr, 1978
- Crenadactylus occidentalis Doughty, Ellis, & Oliver, 2016
- Crenadactylus ocellatus (Gray, 1845)
- Crenadactylus pilbarensis Doughty, Ellis, & Oliver, 2016
- Crenadactylus rostralis Storr, 1978
- Crenadactylus tuberculatus Doughty, Ellis, & Oliver, 2016

## Етимологія
Наукова назва роду Crenadactylus походить від сполучення слів лат. crena — виїмка і дав.-гр. δακτυλος — палець.